# Bjergvagtel
Bjergvagtlen (oreortyx pictus) er en topvagtel, som findes i Canada, Mexico og USA. Vagtlens gennemsnitlige længde er ca. 26-28 cm, med et vingefang på 35-40 cm. Dens føde består af småplanter og frø. Ungerne spiser især insekter, mens deres føde bliver mere vegetarisk, efterhånden som de vokser op. Hunnen lægger typisk 9-10 æg i nærheden af vand. Det tager fra 21-25 dage at ruge æggene ud, oftest er det hunnen, der ruger, men i sjældne tilfælde er det hannen. Ungerne forlader reden med deres forældre nogle få timer efter klækningen. 